# أدولفو لوبيز ماتيوس
أدولفو لوبيز ماتيوس (بالإسبانية: Adolfo López Mateos)، ( بالاسباني: [aˈðolfo ˈlopes maˈteos]؛ 26 مايو 1909 - 22 سبتمبر 1969) كان سياسيًا مكسيكيًا أصبح عضوًا في الحزب الثوري المؤسسي (بّي آر آي)، بعد أن عارضه سابقًا في عام 1929. انتخب رئيسًا للمكسيك من 1958 إلى 1964.
بصفته رئيسًا، قام بتأميم شركات الكهرباء، وإنشاء اللجنة الوطنية للكتب المدرسية المجانية (1959)، وحل نزاع شاميزال، وافتتح متاحف مهمة مثل متحف التاريخ الطبيعي والمتحف الوطني للأنثروبولوجيا في مكسيكو سيتي. أعلن لوبيز ماتيوس أن فلسفته السياسية قد تركت في الدستور، وكان أول سياسي يساري أعلن نفسه مرشحًا للرئاسة منذ لازارو كارديناس. اشتهر لوبيز ماتيوس بشعبية كبيرة بين الشعب المكسيكي. إلى جانب كارديناس وأدولفو رويز كورتينيس، يُعد عادةً أحد أشهر الرؤساء المكسيكيين في القرن العشرين، على الرغم من أعمال القمع أثناء إدارته مثل اعتقال قادة النقابات ديميتريو فاليجو وفالنتين كامبا، ومقتل زعيم الفلاحين روبين جاراميلو وعائلته على يد الجيش المكسيكي.

## النشأة والتعليم

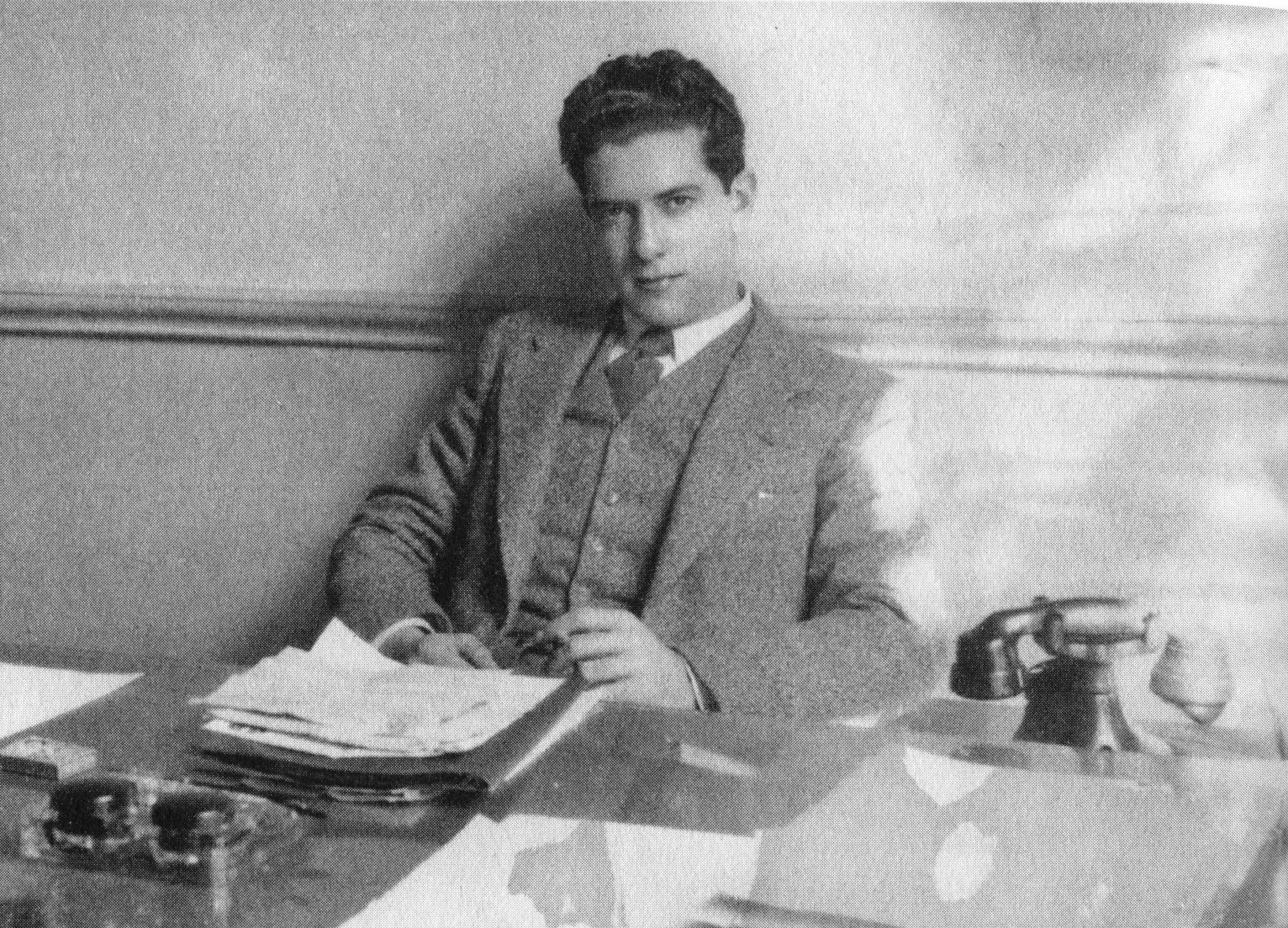
الشاب أدولفو لوبيز ماتيوس، قبل أن يصبح رئيسًا للمكسيك

وُلد لوبيز ماتيوس -وفقًا للسجلات الرسمية- في أتيزابان دي سرقسطة وهي بلدة صغيرة في ولاية المكسيك، تسمى الآن سيوداد لوبيز ماتيوس لماريانو جيراردو لوبيز إي سانشيز رومان، طبيب أسنان وإلينا ماتيوس إي فيغا، معلمة. انتقلت عائلته إلى مكسيكو سيتي بعد وفاة والده عندما كان لوبيز ماتيوس ما يزال صغيرًا. ومع ذلك، توجد شهادة ميلاد والعديد من الشهادات المحفوظة والتي ولد فيها في 10 سبتمبر 1909، في باتزيسيا، غواتيمالا.
تخرج في عام 1929 من المعهد العلمي والأدبي في تولوكا، حيث كان مندوبًا وقائدًا طلابيًا للحملة المناهضة لإعادة الانتخاب لوزير التعليم السابق خوسيه فاسكونسيلوس، الذي ترشح في مواجهة باسكوال أورتيز روبيو، الذي اختاره الرئيس بلوتاركو إلياس كاليس. كان كاليس قد أسس حزب (بّي إن آر) في أعقاب اغتيال الرئيس المنتخب ألفارو أوبريغون. بعد هزيمة فاسكونسيلوس، التحق لوبيز ماتيوس بكلية الحقوق في أونام وحول ولاءه السياسي إلى بّي إن آر.

## حياته المهنية

### الحياة السياسية
في بداية حياته المهنية، شغل منصب السكرتير الخاص للعقيد فيليبيرتو جوميز حاكم ولاية المكسيك. في عام 1934، أصبح السكرتير الخاص لرئيس الحزب الوطني الثوري (بّي إن آر)، كارلوس ريفا بالاسيو.
شغل عددًا من المناصب البيروقراطية منذ ذلك الحين حتى عام 1941، عندما التقى إيسيدرو فابيلا. ساعده فابيلا في شغل منصب مدير المعهد الأدبي في تولوكا بعد استقالة فابيلا من المنصب للانضمام إلى محكمة العدل الدولية. أصبح لوبيز ماتيوس عضوًا في مجلس الشيوخ عن ولاية المكسيك عام 1946، بينما كان يشغل في الوقت نفسه منصب الأمين العام للحزب الثوري الدستوري. نظم الحملة الرئاسية لمرشح الحزب الثوري الدستوري أدولفو رويز كورتينيس وعُين لاحقًا وزيرًا للعمل في حكومته الجديدة. لقد قام بعمل مثالي، وللمرة الأولى والوحيدة، اختير وزير العمل ليكون مرشح الحزب الثوري الدستوري للرئاسة. بصفته مرشحًا للحزب المسيطر مع معارضة ضعيفة فقط، فاز لوبيز ماتيوس بالانتخابات بسهولة، وشغل منصب الرئيس حتى عام 1964.

## روابط خارجية
- أدولفو لوبيز ماتيوس على موقع IMDb (الإنجليزية)
- أدولفو لوبيز ماتيوس على موقع الموسوعة البريطانية (الإنجليزية)
- أدولفو لوبيز ماتيوس على موقع مونزينجر (الألمانية)
- أدولفو لوبيز ماتيوس على موقع إن إن دي بي (الإنجليزية)
- أدولفو لوبيز ماتيوس على موقع أوليمبيديا (الإنجليزية)